# Kang and Kodos' Twirl 'n' Hurl
Kang and Kodos' Twirl 'n' Hurl est une attraction avion pour enfant située au Universal Studios Florida à Orlando aux États-Unis. Ouverte depuis le 11 août 2013, elle est basée sur les épisodes Horror Show des Simpson et plus particulièrement sur le duo extraterrestre Kang et Kodos.